# Famille Carron de La Carrière
La famille Carron de La Carrière est une famille subsistante de la noblesse française, anoblie en 1815.

## Histoire
La famille Cabbon est originaire de Picardie avant que Pierre Carron, selon la tradition, gendarme des ordonnances du Roi de la compagnie du maréchal de Brissac, vienne s'installer, 1596, au diocèse de Dol.
Cette famille est connue depuis Julien Carron (1654-1688), sieur de Lacarrière, fils de Pierre Carron et de Renée Le Filleul, né et marié à Dol-de-Bretagne le 15 février 1680 avec Françoise Surlesve, fille de Jean Surlesve et de Gilette Le Taglandier. Un de leurs fils est :
- Bonaventure Carron (1644-1749) qui est syndic des habitants de Dol, major de leur milice. De son mariage en 1715 à Dol avec Marie Perrine Charreyre, fille de Julien Charreyre, directeur des Devoirs de l'Évêché, et de Hélène Le Pertel, il a pour fils:
- Malo Carron (1717-1761), avocat en parlement, procureur du roi au siège de la Monnaie de Renne. De son second mariage en 1751 avec Hélène Perrine Le Loué, fille de Vincent-Yves Le Loué, notaire apostolique, et de Anne-Jeanne Bain, il a deux fils:
  - Jacques-Marie-Malo-Désiré-Anne Carron (1753-1839), avocat en parlement, qui se marie le 17 juillet 1780 avec Ursule-Thérèse Formon, fille de Michel Formon (1718-1800), marchand puis cultivateur à Couëron, et de Jeanne Mariot. Il est anobli à la Restauration en 1815 par Louis XVIII et prend le nom de Carron de La Carrière;
  - Père Guy Carron (1760-1821), prêtre, déporté le 14 septembre 1792 à Jersey, il s'emploie à secourir les autres émigrés.

Le château de La Mauvière où résidait Émile-Eloi-Marie Carron de La Carrière a été construit sur une ferme appartenant à l’avocat Jacques-Marie-Anne-Malo Carron de La Carrière (1753-1839) sur les terres du lieu-dit La Mauvière et les terres environnantes et plus précisément sur une parcelle dénommée La grande Mauvière.

## Personnalités
- Jacques-Marie-Anne-Malo Carron de La Carrière (1753-1839), avocat
- Guy-Toussaint-Julien Carron (1760-1821), religieux, fondateur de plusieurs institutions de charité et auteur de nombreux ouvrages de piété devenus populaires.
- Philippe-Marie-Thérèse-Gui Carron (1788-1833), évêque du Mans
- Émile Carron (1832-1926), lieutenant-colonel, député d'Ille-et-Vilaine (1871-1876), préfet de la Haute-Marne (1877), conseiller général d'Ille-et-Vilaine (1883-1907)
- Paul Carron de La Carrière (1852-1915), député d'Ille-et-Vilaine (1886-1893), maire (1886-1909), vice-président du Conseil général d'Ille-et-Vilaine
- Guy Carron de La Carrière (1929-2013), fonctionnaire international, économiste[3]
- Alain Carron de La Carrière (1932-2016), prêtre dominicain et journaliste TV.

## Alliances
Les principales alliances de la famille Carron de La Carrière sont : Bruté de Rémur.

## Armes
Les armes de la famille se blasonnent ainsi D'azur au chevron d'or accompagné en chef de deux croissants d'argent et en pointe de trois losanges du même rangées en fasce.